# David Stremme
David Stremme, född den 19 juni 1977 i South Bend, Indiana, USA, är en amerikansk racerförare.

## Racingkarriär
Stremme tävlade med stock cars på kortbanor, innan han satsade på en professionell karriär inom Nascar:s seriesystem. Han gjorde sin debut i Nascar Busch Series 2003 på Homestead-Miami Speedway. Stremme körde sedan en full säsong 2004, och även om han inte vann någon deltävling, lyckades han komma på tionde plats i mästerskapet, vilket belönades med en debut i Cupserien 2005 på Chicagoland Speedway. Vid den tidpunkten var Stremme kontrakterad med Chip Ganassi Racing. Han slutade på 33:e plats säsongen 2006, följt av en 24:e plats 2007, vilket gjorde att Stremme blev av med sin plats i teamet till Dario Franchitti. Efter ett år utan ordinarie plats i Nascar Sprint Cup fick Stremme chansen att ersätta Ryan Newman i Penske Racing 2009.

## Team

### Nascar Cup Series
- 2005–2008 – Chip Ganassi Racing
- 2009 – Penske Racing
- 2009 – Phoenix Racing
- 2010 – Roush Fenway Racing
- 2011–2013 – Swan Racing
- 2014 – Circle Sport

### NASCAR Nationwide Series
- Phoenix Racing 2003
- Turner Motorsports 2003–2004
- Fitz Motorsports 2004–2005, 2007
- Chip Ganassi Racing 2006–2008
- Rusty Wallace Inc 2008, 2011
- ML Motorsports 2011

### Nascar Gander Outdoors Truck Series
- Bobby Hamilton Motorsports 2006–2007
- Billy Ballew Motorsports 2008–2009
- Sieg Racing 2011